# کوه بیرمی
کوه بیرمی (خورموج)، در میانه استان بوشهر ایران با ارتفاع متوسطه ۱٫۹۵۰ متر بلندترین قله استان بوشهر دارای قابلیت زیاد زیست‌محیطی، گردشگری و کوهنوردی است. این قله در سه کیلومتری شرق شهر خورموج و در امتداد شهرستان‌های تنگستان و دشتستان و دشتی قراردارد. این کوه با شیب زیاد و از نوع سنگی است و دارای پوشش گیاهی (درختان و بوته‌ها و گیاهانی نظیر بنه، کلخنگ، بادام کوهی، تنگز، درمنه، آویشن، قیچ و گنزه) و جانوری (پلنگ، کل، بز، قوچ و میش - روباه، شغال، گرگ، کبک، تیهو، فاخته انواع گنجکسانان) مناسب و متنوع است. کوه بیرمی دارای شکارگاه‌های، تنگ سدر، تنگ پلنگی، تنگ باریکو، تنگ شیرینه و تنگ پرزیه است.
این کوهستان صخره‌ای چندین قله به ارتفاع تقریبی ۱۵۰۰ تا ۱۹۷۰ متر را در خود جای داده و در میان آنها قله «پازنان» بلندترین و به نوعی بام استان بوشهر لقب گرفته‌است.
در جنوب این کوهستان، کوه جاشک (گنبد نمکی جاشک) و سپس کوه درنگ قرار دارد.